# الی وکر
 الی وکر (انگلیسی: Ally Walker؛ زادهٔ ۲۵ اوت ۱۹۶۱) یک هنرپیشه اهل ایالات متحده آمریکا است.
از فیلم‌ها یا برنامه‌های تلویزیونی که وی در آن نقش داشته است می‌توان به سرباز جهانی، بستری از گل‌های رز و بگو که دوستم داری اشاره کرد.